# Inocellia fujiana
Inocellia fujiana är en halssländeart som beskrevs av C.-k. Yang 1999. Inocellia fujiana ingår i släktet Inocellia och familjen reliktsländor. Inga underarter finns listade i Catalogue of Life.